# Comisión Superior de Personal
La Comisión Superior de Personal (CSP) es el órgano rector de la función pública en España, responsable de coordinar la política de personal de la Administración General del Estado, así como de asesorar a los órganos competentes y de actuar como centro de documentación.

## Historia
Se estableció por mandato de la Ley 109/1963, de 20 de julio, de Bases de los funcionarios civiles del Estado, que incluyó en España la figura de un órgano superior central —similar a los que ya existían en otros países desarrollados— que concentrara toda la información sobre el empleo público, coordinase la política de personal, asesorara a los diferentes órganos competentes en la materia y vigilase el cumplimiento de la normativa. Su regulación actual se recoge en la Ley 30/1984, de 2 de agosto, de medidas para la reforma de la Función Pública y en el Real Decreto 349/2001, de 4 de abril, por el que se regula la composición y funciones de la Comisión Superior de Personal.

## Composición y funcionamiento
Para el ejercicio de sus funciones, la Comisión Superior de Personal actúa en Pleno y en Comisión Permanente.
El Pleno de la Comisión está presidido por el titular de la Secretaría de Estado de Función Pública. Completan este órgano los subsecretarios de los departamentos ministeriales y los titulares de la Intervención General de la Administración del Estado y de la Dirección General de la Función Pública.
Asimismo, también puede actuar en Comisión Permanente, órgano responsable de los trabajos previos a los plenos, así como de aquellos asuntos de menor entidad no atribuidos a este. La Comisión Permanente es presidida por el titular de la Dirección General de la Función Pública y está compuesta por los titulares de la Dirección General de Gobernanza Pública, de la Dirección General de Costes de Personal y otros funcionarios de menor rango de los ministerios y órganos ya mencionados.